# Enicospilus shanahani
Enicospilus shanahani là một loài tò vò trong họ Ichneumonidae.